# Пропиленгликоль
Пропиле́нглико́ль — бесцветная вязкая жидкость со слабым характерным запахом, сладковатым вкусом, обладающая гигроскопическими свойствами, двухатомный спирт (гликоль).

## Физико-химические свойства пропиленгликоля

### Основные свойства
1,2-пропиленгликоль — прозрачная вязкая жидкость. Её плотность ниже, чем у этиленгликоля и глицерина, но выше, чем у этанола. Вязкость пропиленгликоля выше, чем у этиленгликоля и одноатомных спиртов, особенно при низких температурах.
ИК-спектр и масс-спектр 1,2-пропиленгликоля представлены на сайте NIST.

### Растворимость
Пропиленгликоль является хорошим растворителем
для различного класса соединений. С ним полностью смешивается большинство низкомолекулярных органических соединений, содержащих кислород и азот:
- одноатомные спирты (метиловый, этиловый, пропиловый, изопропиловый, н-бутиловый, н-амиловый, фенилэтиловый и пр.)
- этилен- и пропиленгликоли и их эфиры
- кислоты (уксусная, диэтилуксусная, валериановая, олеиновая и пр.)
- альдегиды (анисовый, бензойный, горчичный, салициловый, фурфурол, цитраль) и кетоны (ацетон, α-ионон, метилизопропил- и метилизобутилкетоны)
- сложные эфиры (этил-, этилхлор-, н-бутил-, амил- и изоамилацетаты, три-н-бутилфосфат, н-бутил-лактон и пр.)
- амины и другие азотсодержащие соединения (этанол- и диэтаноламины, диизопропиламин, ди-н-бутиламин, ди-н-амиламин, α-метилбензиламин, α-метилбензилдиметиламин, 2-фенилэтиламин, диэтилентриамин, триэтилентетрамин, пиридин, диметилформамид, н-амилцианид и пр.).

## Физико-химические свойства водных растворов пропиленгликоля
Пропиленгликоль смешивается с водой.

## Химические свойства пропиленгликоля
Пропиленгликоль известен в виде двух изомеров: 1,2-пропиленгликоль
{\displaystyle {\mathsf {CH_{3}\!\!-\!\!CHOH\!-\!CH_{2}\!-\!OH}}} и 1,3-пропиленгликоль {\displaystyle {\mathsf {HO\!-\!CH_{2}\!\!-\!\!CH_{2}\!-\!CH_{2}\!-\!OH}}}. 1,3-Пропиленгликоль более реакционноспособен, чем 1,2-пропиленгликоль, и склонен к полимеризации.
Вследствие наличия асимметрического атома углерода имеются два оптических изомера: один, вращающий плоскость поляризации света влево, (-)-форма и другой — вправо, (+)-форма. Пропиленгликоль, получаемый в промышленности гидратацией окиси пропилена, представляет собой рацемическую смесь обоих оптических изомеров (рацемат).
Оптические изомеры пропиленгликоля могут быть получены из лево- и правовращающей окиси пропилена. Кроме того, левовращающий изомер получают при восстановлении левовращающего эфира молочной кислоты, а правовращающий — при гидрировании над никелем левовращающего 3-иод-1,2-пропиленгликоля.
Оптические изомеры пропиленгликоля можно также получить из рацемата при фракционировании циклических кеталей пропиленгликоля и 1-ментона и последующем кислотном гидролизе индивидуальных кеталей. Предложен способ выделения (-)- и (+)-пропиленгликолей из раствора рацемата в органическом растворителе (н-пропаноле, втор-бутаноле, ацетоне и его смеси с этиловыми эфиром или этил-ацетатом и др.) путём «затравки» кристаллическим пропиленгликолем раствора, охлажденного до температуры ниже −29 °C.
По химическим свойствам 1,2-пропиленгликоль — типичный гликоль. С щелочными металлами и щелочами образуют гликоляты, с карбоновыми кислотами и ангидридами — одно- и двузамещенные сложные эфиры; этерификация 1,2-пропиленгликоля и моноэфиров приводит к диэфирам. При дегидратации в присутствии кислот или щелочей 1,2-пропиленгликоль образует смесь диметил-1,4-диоксанов, в присутствии Н3РО4 при 250 °C-пропионовый альдегид, в присутствии АlРО4 — аллиловый спирт (2-пропен-1-ол)CH2=CH-CH2-OH и ацетон. При каталитическом дегидрировании 1,2-пропиленгликоля дает ацетол СН3-СО-СН2-ОН или пропионовый альдегид, пропионовую кислоту, метилглиоксаль и др. В процессе окисления 1,2-пропиленгликоля продуктами реакции являются ацетон, пропионовый альдегид, молочная кислота, формальдегид, ацетальдегид и др.

## Токсикология
Добавка E1520 (пропиленгликоль) разрешена для использования в большинстве стран мира.
При пероральном приеме не оказывает токсического воздействия на человеческий организм.

## Производство пропиленгликоля

### Схема производства
Получение пропиленгликоля осуществляется путём гидратации окиси пропилена при температуре от 160 до 200 градусов и при давлении около 1,6 МПа. При этом выделяется 85,5 % пропиленгликоля, 13 % дипропиленгликоля и 1,5 % трипропиленгликоля. Выделяют гликоли в вакууме на ректификационной колонне. Гарантийный срок хранения продукта — один год со дня изготовления. Пищевой пропиленгликоль хранится около двух лет.

## Применение пропиленгликоля

### Антифризы (теплоносители, хладоносители)
Низкозамерзающие теплоносители на основе водного раствора пропиленгликоля широко используются в различных отраслях промышленности в качестве теплоносителей (антифризов), в том числе в системах отопления, вентиляции, кондиционирования жилых домов и общественных зданий, в системах охлаждения пищевых производств, а также в другом теплообменном оборудовании в интервале температур от −40 °C до +108 °C.
Зависимость температуры замерзания теплоносителей от концентрации в них пропиленгликоля:
| t замерзания, °C    | −40 | −30 | −20 | −10 | −5 | 0 |
| ------------------- | --- | --- | --- | --- | -- | - |
| Содержание, % масс. | 54  | 48  | 39  | 25  | 15 | 1 |

В домашних условиях можно определить температуру замерзания (t замерзания °С) эксплуатируемого теплоносителя по плотности. Зависимость плотности от температуры замерзания для водных растворов пропиленгликоля приведены в таблице 2.
Зависимость плотности от температуры начала кристаллообразования пропиленгликоля:
| t замерзания, °C     | −40  | −30  | −20  | −10  | −5   | 0     |
| -------------------- | ---- | ---- | ---- | ---- | ---- | ----- |
| Плотность, кг/м.куб. | 1040 | 1037 | 1031 | 1019 | 1010 | 999,3 |

1,2-Пропиленгликоль применяют:
- в производстве ненасыщенных полиэфирных смол (для строительной индустрии и производства автомобилей), эластичных полиуретанов, алкидных смол;
- как растворитель природных и синтетических веществ при приготовлении мазей, паст, кремов, шампуней и т. д. в фармацевтической и косметической промышленности;
- в пищевой промышленности как растворитель пищевых добавок и увлажнитель табака. 1,2-Пропиленгликоль обладает умеренными консервирующими и бактерицидными свойствами;
- для дезинфекции помещений на предприятиях пищевой промышленности (распыляют в воздухе в виде аэрозоля);
- при изготовлении тормозных жидкостей, антифризов, антиобледенительных жидкостей и теплоносителей;
- в качестве пластификатора при производстве целлофановых и поливинилхлоридных плёнок;
- в дымовых машинах для создания визуальных эффектов на концертах, эстрадных шоу, в киноиндустрии;
- в связи с заменой эфиров этиленгликоля менее токсичными соединениями возрастает применение эфиров 1,2-пропиленгликоля;
- в жидкости для электронных парогенераторов и ЭСДН;
- 50%-я смесь горячего пропиленгликоля "type I de-icing fluid" применяется в авиации для наземного снятия обледенения с бортов коммерческих самолетов; 100%-я смесь холодного пропиленгликоля "type IV de-icing fluid" применяется для обработки бортов с целью предотвращение формирования льда на крыльях и хвосте коммерческих самолетов перед рулением и взлетом  в условиях средней и тяжелой категории снегопада.

В пищевой промышленности пропиленгликоль зарегистрирован в качестве пищевой добавки E1520 как влагоудерживающий, смягчающий и диспергирующий агент.